# کبوتر شاهی جالوت
کبوتر شاهی جالوت (نام علمی: Ducula goliath)، که همچنین با نام‌های کبوتر شاهی کالدونیای جدید و نوتوتو (notou), نیز شناخته می‌شود، گونه‌ای از پرندگان خانواده کبوتران و بومی کالدونیای جدید است. زیستگاه طبیعی آن جنگل‌های نمناک است. اتحادیه بین‌المللی حفاظت از طبیعت (IUCN) آن را به عنوان یک گونه نزدیک تهدید ارزیابی کرده‌است.
این کبوتر بومی کالدونیای جدید، در Grande Terre و جزیره Pines است. زیستگاه آن بیشتر در جنگل‌های اولیه نمناک، تا ارتفاع ۱٬۵۰۰ متر (۴٬۹۰۰ فوت) است.